# 花卉園芸
花卉園芸（かきえんげい）は、園芸の一分野。花き園芸と表記されることもある。蔬菜園芸・果樹園芸に対し、草花、サボテン、多肉植物、観葉植物、山野草、花木（かぼく）、盆栽など、観賞用の植物、花卉を栽培・生産する研究や産業である。花卉としては花物、葉物、実物（みもの）などに分かれる。
出荷形態では、草花では切り花や切り葉、鉢物、花壇苗など、花木では鉢物や苗木、切り枝など、観葉植物では鉢物や切り葉などに分けることができる。最近は、鉢物では寄せ植えやマットプランツと呼ばれる花マットなどもある。